# Oriol de Halmahera
L'oriol de Halmahera (Oriolus phaeochromus) és un ocell de la família dels oriòlids (Oriolidae).

## Hàbitat i distribució
Habita els boscos de l'lla d'Halmahera, a les Moluques septentrionals.